# Кош-Елгинский сельсовет

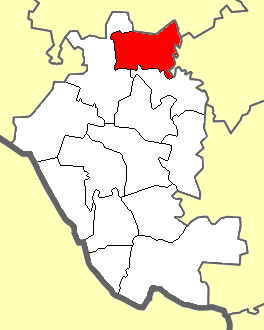
Сельсовет на карте Бижбулякского района

Кош-Елгинский сельсовет — муниципальное образование в Бижбулякском районе Башкортостана.

## История
Согласно «Закону о границах, статусе и административных центрах муниципальных образований в Республике Башкортостан» имеет статус сельского поселения.

## Население
| 2002  | 2009  | 2010  | 2012  | 2013  | 2014  | 2015  |
| ----- | ----- | ----- | ----- | ----- | ----- | ----- |
| 1596  | ↘1530 | ↘1322 | ↘1243 | ↘1208 | ↘1186 | ↘1162 |
| 2016  | 2017  |       |       |       |       |       |
| ↘1105 | ↘1053 |       |       |       |       |       |

## Состав сельского поселения
| № | Населённый пункт | Тип населённого пункта       | Население |
| - | ---------------- | ---------------------------- | --------- |
| 1 | Кош-Елга         | село, административный центр | ↘759      |
| 2 | Менеуз-Москва    | село                         | ↘261      |
| 3 | Петровка         | деревня                      | ↘139      |
| 4 | Зириклытамак     | деревня                      | ↘64       |
| 5 | Сосновка         | деревня                      | ↘44       |
| 6 | Степановка       | деревня                      | ↘35       |
| 7 | Вишнёвка         | деревня                      | ↘18       |
| 8 | Сармандеевка     | деревня                      | ↘2        |